# Производственный кооператив
Произво́дственный кооперати́в (артель) — коммерческая организация, созданная путём добровольного объединения граждан на основе членства для совместной производственной и иной хозяйственной деятельности, основанной на их личном трудовом и ином участии и объединении его членами (участниками) имущественных паевых взносов. Уставом производственного кооператива может быть предусмотрено участие в его деятельности также и юридических лиц.
Порядок создания и дальнейшей деятельности производственных кооперативов регулируется Гражданским кодексом РФ статьи 106.1 — 106.6, Федеральным законом № 41-ФЗ от 08 мая 1996 года «О производственных кооперативах», а также Законом «О государственной регистрации юридических лиц и индивидуальных предпринимателей».
Члены кооператива несут субсидиарную ответственность по его обязательствам в порядке, предусмотренном его Уставом. Общее число членов производственного кооператива не может быть менее 5. Членами кооператива могут быть граждане Российской Федерации, иностранные граждане, лица без гражданства. Юридическое лицо участвует в деятельности кооператива через своего представителя в соответствии с Уставом кооператива.
Единственным учредительным документом производственного кооператива является Устав.
Минимальный размер паевого фонда производственного кооператива законом не установлен. Не менее 10 % своих паевых взносов члены кооператива обязаны внести до государственной регистрации кооператива, а оставшуюся часть — в течение одного года с момента регистрации. Взносы в паевой фонд могут быть внесены денежными средствами, ценными бумагами, иным имуществом, нематериальными активами. Оценка паевого взноса, превышающего 250 установленных федеральным законом МРОТ, должна быть произведена независимым оценщиком.
Член кооператива вправе передать свой пай или его часть другому члену кооператива, если иное не предусмотрено законом и уставом кооператива.
Высшим органом управления в производственном кооперативе является общее собрание его членов, которое решает важнейшие вопросы деятельности кооператива, в том числе избирает постоянно действующие исполнительные органы кооператива — правление и/или председателя кооператива. Исполнительные органы руководят деятельностью кооператива между собраниями, решая вопросы, не отнесённые к исключительной компетенции общего собрания.
Регистрацию производственных кооперативов осуществляют налоговые органы. Налоговым органам необходимо сообщить информацию о регистрируемом предприятии: паспортные данные и ИНН (если есть) членов кооператива — физических лиц, сведения о составе исполнительных органов кооператива, сведения из ЕГРЮЛ об участниках — юридических лицах и копии их учредительных документов, наименование создаваемого кооператива, основные виды деятельности, сведения о размере, структуре и порядке оплаты паевого фонда, избранную систему налогообложения (общую, упрощённую), точный адрес местонахождения кооператива.
В качестве адреса местонахождения может выступать арендованное либо собственное нежилое помещение или место жительства руководителя.
В зависимости от характера деятельности различают:
- Производственный кооператив;
- Производственный сельскохозяйственный кооператив.

Преимущества производственного кооператива (ПрК), действующего по закону 41-ФЗ, в том числе:
· В ПрК может быть сколько угодно членов ПрК (100-200-1000 и т. д.) и ПрК будет находиться на УСН (упрощенной системе налогообложения).
· Налоговую нагрузку можно законно уменьшить в 1,5-2 раза, по сравнению, например, с ООО, ПАО или АО.
· ПрК — пожалуй, лучшее в России легальное «хранилище активов».
· В ПрК не действует Трудовой Кодекс для членов ПрК.
· Возможность увеличения производительности труда на десятки % или даже во много раз по сравнению с государственными или частными предприятиями (ООО, ПАО, АО).
· Часть членов ПрК (физических лиц или юридических лиц) могут только внести паевой взнос (деньги, имущество, нематериальные активы) и получать дивиденды с прибыли ПрК. Никакой деятельности при этом в ПрК можно не вести.
· Членам ПрК, которые принимают там личное трудовое участие, производится оплата за конечный результат, а не за «процесс работы».
· Членами ПрК могут быть юридические лица.
· ПрК может заниматься фактически любыми видами деятельности, не запрещенными по закону, как любая коммерческая структура.
· Учредить ПрК могут 5 физических лиц, к которым фактически не предъявляется никаких требований.
Несмотря на обозначенные преимущества производственные кооперативы в России после середины 1990-х годов стали редким явлением.